# A Cross the Universe (album)
A Cross the Universe è il primo album dal vivo del gruppo musicale francese Justice pubblicato il 9 dicembre 2008 dalla Atlantic Records.

## Tracce
1. Intro – 0:38
2. Genesis – 7:20
3. Phantom, Pt.1 – 2:50
4. Phantom, Pt.1,5 – 4:45
5. D.A.N.C.E – 2:44
6. D.A.N.C.E Pt.2 – 2:39
7. DVNO – 2:58
8. Waters of Nazareth (Prelude) – 2:15
9. One Minutes to Midnight – 3:52
10. TTHHEE PPAARRTTYY – 2:47
11. Let There Be Light – 3:25
12. Stress – 7:38
13. We Are Your Friends (Reprise) – 3:42
14. Waters of Nazareth – 6:47
15. Phantom Pt. 2 – 9:54
16. Encore – 1:08
17. NY Excuse – 6:13
18. Final – 2:55